# Tepetlaoxtoc
Tepetlaoxtoc és un municipi de l'estat de Mèxic. Tepetlaoxtoc és el cap de municipi i principal centre de població d'aquesta municipalitat. Aquest municipi és a la part nord-occidental de l'estat de Mèxic. Limita al nord amb el municipi de Nopaltepec, al sud amb Chalco, a l'oest amb Texcoco i a l'est amb Tlaxcala.